# Mostki (Łódź)
Pour les articles homonymes, voir Mostki.
Mostki est une localité polonaise de la gmina et du powiat de Zduńska Wola en voïvodie de Łódź.